# Thorectes nitidus
Thorectes nitidus es una especie de coleóptero de la familia Geotrupidae.

## Distribución geográfica
Habita en la península ibérica.